# Jom ha-Szoa
Jom HaZikaron ha-Szoa we-haGewura (hebr. יום הזיכרון לשואה ולגבורה; pol. Dzień (Pamięci) Zagłady i Aktów Odwagi, także: Dzień Pamięci Holokaustu) – izraelskie święto państwowe ustanowione dla upamiętnienia Żydów, którzy zginęli w Holokauście w wyniku działań przeprowadzonych przez nazistowskie Niemcy i ich kolaborantów oraz dla upamiętnienia żydowskiego ruchu oporu w tym okresie. W Izraelu jest to narodowy dzień pamięci. Pierwsze oficjalne obchody odbyły się w 1951 r. Podstawą prawną święta jest ustawa uchwalona przez Knesset w 1959 r. Obchodzone jest dwudziestego siódmego dnia nisan (kwiecień lub maj), chyba że 27. dzień będzie sąsiadować z żydowskim Szabat. W takim przypadku data jest przesuwana.
Główne uroczystości Jom ha-Szoa odbywają się w  Instytucie Pamięci Męczenników i Bohaterów Holokaustu Jad Waszem w Jerozolimie – w instytucji, której zadaniem jest dokumentowanie i przechowywanie świadectw męczeństwa i bohaterstwa Żydów europejskich w okresie Holokaustu. Tego dnia wszystkie żydowskie lokale rozrywkowe w Izraelu są zamknięte. Święto jest uroczyście otwierane w Izraelu o zachodzie słońca. Podczas ceremonii państwowej, która ma miejsce na placu Getta Warszawskiego w Jad Waszem, flaga państwowa jest opuszczana do połowy masztu, prezydent i premier wygłaszają przemówienia, ocaleni z Holokaustu zapalają sześć pochodni symbolizujących około sześć milionów Żydów, którzy zginęli podczas Holokaustu, a naczelni rabini recytują modlitwy. W tym dniu ceremonie i nabożeństwa odbywają się w szkołach, bazach wojskowych oraz siedzibach organizacji publicznych i społecznych.
W czasie Jom ha-Szoa na terenie niemieckiego nazistowskiego obozu koncentracyjnego i zagłady (1940–1945) Auschwitz-Birkenau corocznie, od 1988 r., odbywa się Marsz Żywych, podczas którego Żydzi, głównie uczniowie i studenci, odwiedzają miejsce Zagłady utworzone przez Niemców podczas wojny, poznają historię Żydów w Polsce, spotykają się z rówieśnikami i polskimi Sprawiedliwymi wśród Narodów Świata. Licząca trzy kilometry trasa rozpoczyna się pod bramą z napisem „Arbeit macht frei”.

## Daty obchodów Dnia (Pamięci) Zagłady i Aktów Odwagi[2]
- 2019: czwartek, 2 maja
- 2020: wtorek, 21 kwietnia
- 2021: czwartek, 8 kwietnia
- 2022: czwartek, 28 kwietnia
- 2023: wtorek, 18 kwietnia
- 2024: poniedziałek, 6 maja
- 2025: czwartek, 24 kwietnia
- 2026: wtorek, 14 kwietnia
- 2027: wtorek, 4 maja
- 2028: poniedziałek, 24 kwietnia
- 2029: czwartek, 12 kwietnia
- 2030: wtorek, 30 kwietnia